# Tokary (województwo podlaskie)
Tokary – wieś w Polsce położona w województwie podlaskim, w powiecie siemiatyckim, w gminie Mielnik.
Tokary stanowi zachodnią część przedwojennej wsi Tokary, przedzieloną granicą państwową po II wojnie światowej. Wschodnią część stanowi wieś Tokary.
| SIMC    | Nazwa      | Rodzaj    |
| ------- | ---------- | --------- |
| 1012301 | Górka      | część wsi |
| 1012318 | Kozaczyzna | część wsi |

W Tokarach znajdują się rzymskokatolicka parafia Podwyższenia Krzyża Świętego w Tokarach (dekanat Siemiatycze) oraz dawny budynek szkoły podstawowej (obecnie świetlica). Miejscowość jest również siedzibą prawosławnej parafii Ikony Matki Bożej „Wszystkich Strapionych Radość” (cerkiew parafialna znajduje się w pobliskiej Koterce).

## Historia
Wieś królewska położona była w końcu XVIII wieku w powiecie brzeskolitewskim województwa brzeskolitewskiego. 
W okresie międzywojennym wieś należała do gminy Wysokie Litewskie w województwie poleskim.
Po II wojnie światowej wieś została przedzielona granicą państwową na część polską i białoruską.
W latach 1975–1998 miejscowość położona była w województwie białostockim. 
W Tokarach stacjonowała strażnica WOP.

## Zabytki
- drewniany kościół parafialny pod wezwaniem Podwyższenia Krzyża Świętego, 1935, nr rej.:A-65 z 31.12.1986
- drewniana szkoła, 1935, nr rej.:633 z 31.12.1986
- drewniany dom nr 50, pocz. XX, nr rej.:591 z 31.12.1984[8].

## Urodzeni w Tokarach
Usiewaład Ihnatouski (1881–1931) – białoruski działacz narodowy, pierwszy przewodniczący Akademii Nauk Białoruskiej SRR

## Inne
Wieś graniczy z Białorusią. 
Sąsiadujące miejscowości to: Wilanowo, Klukowicze oraz Koterka.